# Gonzalo N. Santos
Gonzalo N. Santos Rivera, nacido Gonzalo de los Santos Rivera (Tampamolón Corona, San Luis Potosí, 10 de enero de 1897-Ciudad de México, 17 de octubre de 1978), fue un político y militar mexicano, miembro del Partido Nacional Revolucionario. Señor de horca y cuchillo en el Estado de San Luis Potosí cuando fue gobernador y posteriormente de facto ya que era el verdadero poder detrás del trono de todos los gobernadores que le sucedieron. Fue padre del exitoso rejoneador y actor de cine en la década de los años 50 y 60 Gastón Santos.

## Biografía

### Revolución mexicana
En 1910 con 13 años de edad, se incorporó a la Revolución mexicana al lado de su hermano el abogado y general Pedro Antonio de los Santos Rivera, perteneciente a una familia de caudillos de la revolución en el estado de San Luis Potosí, seguidor y colaborador de don Francisco I. Madero. 
En 1913 se unió al Ejército Constitucionalista que luchaba contra Victoriano Huerta. 
Después de finalizar la Revolución Mexicana fue ascendido a General brigadier del Ejército Mexicano. 

### Incursión en la política
En 1921, a los 24 años de edad, fue elegido diputado federal, su primer cargo de elección popular. Partidario incondicional del presidente Álvaro Obregón, al asesinato de éste se convirtió en un personaje cercano al presidente Plutarco Elías Calles. Fue reelecto diputado cuatro veces consecutivas hasta 1934, cuando fue elegido senador, cargo que desempeñó entre 1934 y 1940. Cuando el presidente Lázaro Cárdenas terminó con el Maximato, fue enviado como embajador a Bélgica. A su regreso, en el gobierno del presidente Manuel Ávila Camacho fue Gobernador del Estado de San Luis Potosí, su entidad natal. Inició en 1943 y terminó en 1949, durante el sexenio del presidente Miguel Alemán.
En 1929 fue uno de los primeros políticos en unirse al Partido Nacional Revolucionario (el futuro PRI), donde obtuvo la credencial número 6. Ese mismo año participó en la represión de las protestas contra el supuesto fraude electoral contra el candidato autoproclamado ganador José Vasconcelos. Santos ordenó abrir fuego contra los manifestantes que apoyaban a Vasconcelos, causando muertos y heridos. Esta acción nunca fue investigada y mucho menos castigada por las leyes mexicanas.
En 1939, Saturnino Cedillo se levantó en armas contra el presidente Lázaro Cárdenas y murió en combate. Cuando Gonzalo N. Santos regresó de Europa, lo reemplazó como el nuevo "cacique" de San Luis Potosí: el amo y señor de ese estado mexicano, al que controló con puño de hierro. Él era el responsable directo de la "paz y el orden" dentro de los límites del Estado, no se hacía nada si él no era informado sobre todo a raíz de su nombramiento de gobernador. 

### Elecciones de 1940
En las elecciones presidenciales de 1940 fue acusado de ayudar a perpetrar el fraude electoral contra el candidato Juan Andreu Almazán al haber dirigido un "ejército" de aproximadamente 300 pistoleros comandados por el hombre de sus confianzas, el capitán Agustín Ojeda, "Mano Negra" que sembró el terror en Ciudad de México atacando a balazos a los militantes de la oposición en las casillas de votación para evitar que sufragaran y así también poder destruir y alterar el material electoral. Terror y asesinatos patrocinados por el gobierno federal.

### Gobernador de San Luis Potosí
Como gobernador de San Luis Potosí (1943-1949), Gonzalo N. Santos inició una forma de gobernar diferente a la tradicionalː se enfocó sobre todo en el sector industrial creando fuentes de trabajo hacia un estado de avanzaba hacia la modernidad y el progreso. Además, logró que fueran concluidas algunas obras que habían empezado a construirse antes de que él llegara al gobierno, como la nueva estación de ferrocarril, la Escuela Normal del Estado, la Presa del Peaje, el mercado Hidalgo y el Tangamanga. 
Durante su gobierno también se construyó el Hospital Central, inaugurado en 1946 como parte de la Escuela de Medicina. En la inauguración del Hospital Central, Ignacio Morones Prieto, uno de los fundadores del Hospital y exrector de la Universidad, se refirió al gobernador Gonzalo N. Santos como un hombre sabio y generoso del cual se recibían consejos y ayuda material y moral.
Ya para finalizar su segundo año como gobernador declaró al poblado de Tampamolón Corona como capital del estado y los tres poderes permanecieron en dicho lugar. Se llevó a cabo la construcción de una carretera que dio entrada de Tampamolón Corona a Tamuín, pasando por Tanquián de Escobedo y San Vicente Tancuayalab. Convirtió su propiedad “El Gargaleote”, en Tamuín en casa de gobierno.

### Años posteriores y muerte
Después de terminar su mandato como gobernador, siguió gobernando en la práctica (de facto) el estado, ya que todos sus sucesores eran escogidos a dedo por él y se comportaban como títeres suyos, obedeciendo y aceptando sus sabios consejos. Además dominaba los poderes fácticos de San Luis Potosí, como los sindicatos establecidos en el estado, la sección regional del PRI y hasta el Ejército acantonado en el estado.
En 1961 su dominio sobre el estado se vio amenazado cuando un popular y respetado médico y político, el doctor oftalmólogo Salvador Nava, presentó su candidatura a gobernador de San Luis Potosí, compitiendo contra el candidato apoyado por Santos, el profesor Manuel López Dávila. El doctor Nava denunció el fraude electoral que permitió la elección del escogido por Santos y encabezó un movimiento de protesta social para impedir la asunción al cargo del gobernador López Dávila. Sin embargo, Gonzalo Santos hizo movilizar al Ejército federal para reprimir las protestas, actuando de manera violenta y causando muertos y heridos, una maniobra que Santos tenía muy bien establecida y logró que su protegido fuera investido gobernador. 
El doctor Nava continuó su campaña, pero dos años después fue detenido sin orden de aprehensión, golpeado y torturado por los militares. Esto puso fin al desafío más serio que había enfrentado Santos a su cacicazgo regional. Posteriormente, el surgimiento de nuevas generaciones, fallecimiendo de muchos de sus amigos contemporáneos con los cuales había ajercido el poder y sus vastas relaciones políticas se fueron deteriorando y desgastando su poder el cual cayó a tal punto que siendo presidente, José López Portillo le expropió el rancho “El Gargaleote” en 1978.

## Apodos y nombre
El nombre de guerra de Gonzalo N. Santos era El Alazán Tostado y su lema siempre fue "Como el Alazán Tostado, Primero Muerto que RAJADO". Reconocido como un símbolo de la corrupción frecuente en la política mexicana. Son célebres su frase de "la moral es un árbol que da moras" y sus "ierros" que aplicaba a sus enemigos (encierro, destierro y entierro). Cambió su nombre de Gonzalo de los Santos a Gonzalo N. Santos. "La N. no tiene significado. Es para no tener un nombre de 13 letras porque quienes los tienen, mueren asesinados y yo quiero morir tranquilo en mi cama," escribió en sus Memorias, publicadas póstumamente.

## En la ficción
El actor mexicano Daniel Giménez Cacho ha confesado que se inspiró en la vida de Gonzalo N. Santos (cuyas memorias leyó el actor) para crear el personaje del general Andrés Asensio en la exitosa película mexicana Arráncame la vida (basada en la novela homónima de Ángeles Mastretta).